# Everard Willem van Weede
Jhr. Everard Willem van Weede ('s-Graveland, 16 september 1820 - 's-Gravenhage, 20 april 1897) was een Nederlandse secretaris van de Hoge Raad van Adel.

## Biografie
Van Weede was lid van de familie Van Weede en een zoon van jhr. Willem van Weede (1778-1861) en jkvr. Jacoba Susanna Warin (1784-1838). Hij trouwde in 1852 met jkvr. Clara Johanna de Mey van Streefkerk (1827-1869) en in 1874 met jkvr. Emma Singendonck (1837-1905). Uit het eerste huwelijk werden negen kinderen geboren, uit het tweede twee dochters.
Van Weede begon zijn loopbaan als ontvanger der registratie. Bij Koninklijk Besluit van 5 februari 1861 werd hij benoemd tot secretaris van de Hoge Raad van Adel als opvolger van mr. Willem Jan baron d'Ablaing van Giessenburg; bij KB van 7 mei 1866 werd hij van die functie op verzoek ontheven. Hij werd opgevolgd door jhr. mr. P.A. van den Velden. Vanaf 1957 zou zijn achterkleinzoon jhr. mr. H.E. van Weede (1918-1968) deze functie ook vervullen.
Van Weede was sinds 1859 ook kamerheer in bijzondere dienst. In die functie was hij een van de dragers van de lijken van prinses Frederik in 1871 en van prins Hendrik in 1879.